# 克利松站
克利松站，是法国的一个铁路车站，位于法国西部小城克利松，距离南特大约26公里。

## 位置
克利松站位于克利松市区的西南部。车站大致呈西北-东南走向，开口朝东北，面向克利松市区。
克利松站也是一个小型的铁路枢纽，南特－圣特铁路，克利松－绍莱铁路。其中前者已于2008年完成电气化，并于2011年起在南特和克利松之间开行郊区快铁（tram-train）。

## 设施
克利松站设有人工售票窗口，其开放时间如下：
- 周一：5:40~19:25
- 周二至五：5:40~19:25
- 周六：9:00~18:40
- 周日及节假日：10:45~18:30

此外，克利松站还设有自动售票机等设施。

## 停靠线路
以下列车线路在克利松站停靠：
| 克利松站列车线路表（长途线路） |      |        |        |              |
| 线路                           | 车种 | 上一站 | 下一站 | 大致运行频率 |
| 南特—拉罗什/雷萨布勒           | TER  | 南特   | 蒙泰古 | 每天12趟左右 |
| 南特—绍莱                      | TER  | 南特   | 屈冈   | 每天2~4趟    |
| 1.                             |      |        |        |              |

| 克利松站列车线路表（区域线路） |        |            |          |          |
| 起点                           | 上一站 | 线路       | 下一站   | 终点     |
| 南特                           | 格尔日 | TRAM-TRAIN | （终点） | （终点） |

## 配套交通

### 长途客车
| 停靠克利松站的大巴车 |                              |                                                                        |
| 上下车地点           | 运营单位                     | 主要目的地                                                             |
| 克利松站门口         | 卢瓦尔-大西洋省城际客运 Lila | - 4号线：塞夫尔河畔麦东、赫穆叶、曼恩河畔艾格尔弗耶、南特              |
| 克利松站门口         | SNCF Car TER                 | （当某条铁路线施工或罢工时，SNCF可能会提供途径该线路沿途站点的大巴车） |
| 1. 2. 3.             |                              |                                                                        |

### 市内交通
克利松站附近暂无城市公共交通线路。

### 社会车辆
克利松站门口设有社会车辆停车场。

## 临近车站
| 克利松站（Gare de Clisson）    |                  |          |
| 上行车站                       | 线路             | 下行车站 |
| 戈尔日站                       | 南特－圣特铁路   | 蒙泰古站 |
| （起点）                       | 克利松－绍莱铁路 | 屈冈站   |
| - 本表仅显示运营中的线路及车站 |                  |          |